# Dylan Minnette

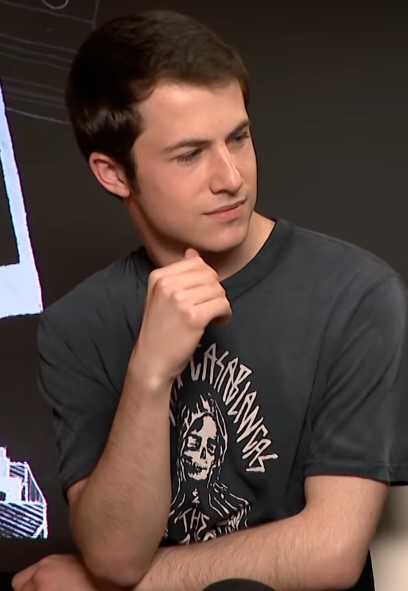
Minnette im Jahr 2018

Dylan Christopher Minnette (* 29. Dezember 1996 in Evansville, Indiana) ist ein US-amerikanischer Schauspieler und Musiker. International bekannt wurde er durch seine Rolle als Clay Jensen in der Serie Tote Mädchen lügen nicht.

## Leben
Dylan Minnette wurde in Evansville im US-Bundesstaat Indiana geboren und zog später nach Los Angeles, um dort seine Schauspielkarriere voranzutreiben. Seine ersten Rollen hatte er 2005 als Gastdarsteller in den Fernsehserien Drake & Josh und Two and a Half Men. Von 2005 bis 2006 war er als junge Version der von Wentworth Miller verkörperten Figur des Michael Scofield in der Actionserie Prison Break zu sehen. 2006 und 2008 übernahm er in den beiden Fernsehfilmen Der Weihnachtsmann streikt und Snow Buddies – Abenteuer in Alaska kleinere Nebenrollen.
Sein Durchbruch gelang ihm als Clay Norman in der TNT-Krimiserie Saving Grace, die er von 2006 bis 2010 in 40 Episoden innehatte. Für diese Rolle konnte er bei den Young Artist Awards 2008 den Award in der Kategorie Bester Schauspieler in einer Fernsehserie – zehn Jahre oder jünger gewinnen. 2008 spielte er unter anderem jeweils eine Gastrolle in Rules of Engagement und in The Mentalist und war auch im Direct-to-Video-Film Die Glamour-Clique – Cinderellas Rache, der Verfilmung des ersten Bandes der Buchreihe Die Glamour-Clique von Lisi Harrison, als Claire Lyons’ (Ellen Marlow) jüngerer Bruder Todd zu sehen. Nach einem Jahr Pause übernahm er 2010 im Horror-Drama Let Me In – der US-amerikanischen Neuverfilmung des schwedischen Originals So finster die Nacht – neben Kodi Smit-McPhee und Chloë Grace Moretz die Nebenrolle des Fieslings Kenny. Ebenfalls in diesem Jahr war er als Gastdarsteller in der Serie Medium – Nichts bleibt verborgen und in einer Nebenrolle als Jack Shephards (Matthew Fox) Sohn in Lost zu sehen. Für diese drei Auftritte wurde er bei den Young Artist Awards 2011 in insgesamt vier Kategorien nominiert, wovon er aber nur den Preis als Bester Gastdarsteller in einer Fernsehserie – zwischen 14 und 17 Jahren für seine Gastrolle in Medium gewinnen konnte.
Seine zweite Serienhauptrolle spielte er 2012 in der NBC-Serie Awake als Sohn der Hauptfigur Michael Britten (gespielt von Jason Isaacs). Die Serie kam allerdings nur auf eine Staffel mit 13 Episoden. Im Anschluss war er unter anderem in Gastrollen in Fernsehserien wie Law & Order: Special Victims Unit, Major Crimes, Nikita (alle 2012) und Save Me (2013) präsent. In Denis Villeneuves Thriller Prisoners porträtierte er 2013 Ralph Dover, den Sohn von Hugh Jackmans Figur. Noch im selben Jahr war er im Filmdrama Labor Day als Henry im Teenageralter zu sehen. Auch stand er für die Filmkomödie Die Coopers – Schlimmer geht immer – einer Adaption des im Original gleichnamigen Kinderbuchs von Judith Viorst aus dem Jahr 1972 – als Anthony Cooper vor der Kamera, die im Oktober 2014 Premiere hatte. In der dritten und vierten Staffel der ABC-Serie Scandal spielte er als Jerry Grant eine größere Nebenrolle. In der im Jahr 2017 erschienenen Netflix-Dramaserie Tote Mädchen lügen nicht – einer Adaption des gleichnamigen Romans von Jay Asher – verkörperte er als Clay Jensen eine der Hauptrollen neben Katherine Langford als Hannah Baker.
Neben der Schauspielerei ist er auch ein Mitglied der Band The Feaver, die neben Minnette noch aus Zack Mendenhall, Cole Preston und Braeden Lemasters besteht. Die Band gewann 2010 einen vom kalifornischen Radiosender KYSR gesponserten Wettkampf der Bands und trat danach unter anderem auf der Warped Tour 2011 und in den Nachtclubs The Roxy und Whisky a Go Go auf. Seit 2017 tritt die Band, nun ohne Mendenhall, unter dem Namen Wallows auf.

## Filmografie (Auswahl)

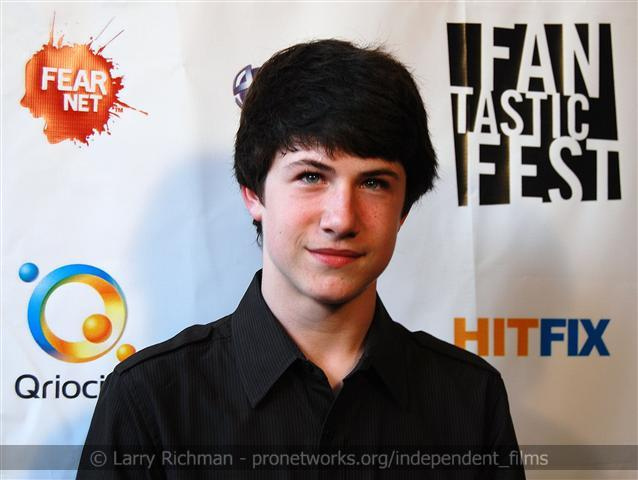
Dylan Minnette, 2010

- 2005: Drake & Josh (Fernsehserie, Episode 3x15)
- 2005: Two and a Half Men (Fernsehserie, Episode 2x20)
- 2005–2006: Prison Break (Fernsehserie, 5 Episoden)
- 2006: Der Weihnachtsmann streikt (The Year Without a Santa Claus, Fernsehfilm)
- 2007: Grey’s Anatomy (Fernsehserie, Episode 4x05)
- 2007–2010: Saving Grace (Fernsehserie, 40 Episoden)
- 2008: Snow Buddies – Abenteuer in Alaska (Snow Buddies)
- 2008: Rules of Engagement (Fernsehserie, Episode 2x14)
- 2008: The Mentalist (Fernsehserie, Episode 1x02)
- 2008: Die Glamour-Clique – Cinderellas Rache (The Clique)
- 2009: Supernatural (Fernsehserie, Episode 4x11)
- 2010: Let Me In
- 2010: Medium – Nichts bleibt verborgen (Medium, Fernsehserie, Episode 7x01)
- 2010: Lost (Fernsehserie, 4 Episoden)
- 2011: Lie to Me (Fernsehserie, Episode 3x10)
- 2011, 2013: R. L. Stine’s The Haunting Hour (Fernsehserie, 2 Episoden)
- 2012: Law & Order: Special Victims Unit (Fernsehserie, Episode 13x21)
- 2012: Awake (Fernsehserie, 13 Episoden)
- 2012: Major Crimes (Fernsehserie, Episode 1x04)
- 2013: Nikita (Fernsehserie, Episode 3x13)
- 2013: Save Me (Fernsehserie, Episode 1x01)
- 2013: Prisoners
- 2013: Labor Day
- 2014: Marvel’s Agents of S.H.I.E.L.D. (Fernsehserie, 2 Episoden)
- 2014: Die Coopers – Schlimmer geht immer (Alexander and the Terrible, Horrible, No Good, Very Bad Day)
- 2014: Scandal (Fernsehserie, 6 Episoden)
- 2015: Gänsehaut (Goosebumps)
- 2016: Don’t Breathe
- 2017–2020: Tote Mädchen lügen nicht (13 Reasons Why, Fernsehserie, 49 Episoden)
- 2018: Open House (The Open House)
- 2022: Scream
- 2022: The Dropout (Fernsehserie)

## Auszeichnungen und Nominierungen
Young Artist Awards
- 2008: Auszeichnung in der Kategorie Bester Schauspieler in einer Fernsehserie – zehn Jahre oder jünger für Saving Grace
- 2009: Nominierung in der Kategorie Bester wiederkehrende Schauspieler in einer Fernsehserie für Saving Grace
- 2009: Nominierung in der Kategorie Bester Gastdarsteller in einer Fernsehserie für The Mentalist
- 2011: Auszeichnung in der Kategorie Bester Gastdarsteller in einer Fernsehserie – zwischen 14 und 17 Jahren für Medium
- 2011: Nominierung in der Kategorie Bester Nebendarsteller in einem Spielfilm für Let Me In
- 2011: Nominierung in der Kategorie Beste Besetzung in einem Spielfilm zusammen mit Kodi Smit-McPhee, Chloë Grace Moretz und Jimmy Pinchak für Let Me In
- 2011: Nominierung in der Kategorie Bester wiederkehrende Schauspieler in einer Fernsehserie für Lost